# Venus de Milo
Venus of Venus de Milo is een personage uit het Teenage Mutant Ninja Turtles universum. Ze is de eerste vrouwelijke Turtle, en deed alleen mee in de televisieserie Ninja Turtles: The Next Mutation. Daarnaast had ze samen met de andere Turtles een gastoptreden in Power Rangers in Space.

## Biografie

### Oorsprong
In de continuïteit van “The Next Mutation” waren er geen vier, maar vijf schildpadden die in de riolen van New York werden blootgesteld aan een vreemd mutageen. Toen Splinter de Turtles meenam, zag hij Venus over het hoofd. Ze belandde in Chinatown waar ze werd gevonden door een shinobi magiër genaamd Chung I. Hij nam haar mee naar Japan en voedde haar op als zijn dochter. Hij gaf haar de naam Mei Pieh Chi, en leerde haar de kunst van Shinobi.
Chung I had geregeld contact met Splinter in de zogenaamde “droomwereld”, maar beide besloten hun Turtles niets te vertellen over het feit dat er meer waren totdat ze er klaar voor waren. Chung I bezat ook een magische spiegel waar een aantal mensachtige draken in opgesloten zaten. De draken ontsnapten echter naar de droomwereld, vielen Chung I aan en ontvoerden Splinters’ geest. Op zijn sterfbed vertelde Chung I de vrouwelijke Turtle dat haar plaats in New York was.

### New York
Ze reisde naar New York waar ze de andere vier Turtles vond bij het lichaam van hun meester. Nadat ze de Turtles hielp om Shredder en de Foot Clan voorgoed te verslaan, bracht ze hen naar de droomwereld om Splinter te redden. De draken gebruikten deze kans echter om te ontsnappen.
Om hun overwinning te vieren hielden de vier turtles en Splinter een picknick in het park, toen ze werden aan gevallen door de draken. In het gevecht werd het standbeeld van een vrouw beschadigd; haar armen werden afgehakt. Mei Pieh Chi nam dit beeld naar afloop mee. Dit leverde haar de bijnaam “Venus de Milo”, vernoemd naar de Venus van Milo.
Venus leek in Japan een beschut leven te hebben geleid. Ze was onwetend over veel dingen van de westerse wereld en cultuur. Hoewel ze goed kon vechten was ze niet getraind in ninjitsu: ze gebruikte altijd mystieke bollen om verschillende effecten te bereiken. De schrijvers van de serie dachten blijkbaar dat shinobi een eigen mystieke kunst was in plaats van een ander woord voor ninja.

## Fans' reacties
Al vroeg in de serie werd duidelijk gemaakt dat hoewel de Turtles zijn opgevoed als broers (en elkaar ook zo zien), ze geen van allen (ook Venus niet) biologisch familie van elkaar zijn. Dit werd gedaan door de schrijvers om de mogelijkheid open te laten voor een relatie tussen Venus en een van de vier andere turtles.
Reacties op het personage onder fans waren over het algemeen negatief toen de serie net begon, maar veel fans stelden hun mening later bij. Geaccepteerd werd dat het personage min of meer de serie in was gedwongen tegen de wensen van Kevin Eastman en Peter Laird in. Hoewel Peter Laird publiekelijk heeft toegegeven Venus echt te haten, zijn er geruchten dat Kevin Eastman haar heeft bedacht.
De introductie van een vrouwelijke Turtle was waarschijnlijk om een groter publiek aan te spreken, maar voor oude fans van het franchise was het een vreemde ervaring.
Sommige fans zijn van mening dat de toevoeging van een vrouwelijke turtle wellicht beter geaccepteerd zou zijn met een meer volwassen en ervaren personage dan Venus. Ondanks de veruit negatieve reacties is er toch een kleine groep aanhangers van Venus.

## Leven van 1997 tot 2007
Nadat de serie werd stopgezet gingen Venus’ avonturen met de TMNT nog een aantal jaar door. Op de officiële website werd een soort “tweede seizoen” gemaakt in de vorm van brieven. Vanaf 1996 hielden de Turtles zogenaamd een logboek bij over hun avonturen, waar ook Venus bij betrokken was.
In 2001 verdween Venus echter van de website, en werden alle stukken van het logboek die met haar naam waren ondertekend ook verwijderd. Dat terwijl deze versie van Venus beter geaccepteerd werd dan de versie uit de televisieserie. De reden dat ze werd verwijderd was omdat Kevin Eastman zijn helft van de TMNT rechten had verkocht aan Peter Laird. Hij haatte Venus en verwijderde haar geheel van de website.